# Jürgen Köpper
Jürgen Köpper (* 6. Mai 1966 in Sonneberg) ist ein deutscher Kommunalpolitiker (CDU). Er war vom 1. März 2023 bis zum 2. Juli 2023 kommissarischer Landrat des Landkreises Sonneberg. Zuvor vertrat er bereits den erkrankten Landrat Schmitz seit 1. März 2021.

## Privates
Jürgen Köpper wuchs in Sonneberg auf. Nach seinem Schulabschluss im Jahr 1982 absolvierte er eine Ausbildung zum Landmaschinenmechaniker, 1986 schloss Köpper erfolgreich die Ausbildung zum Meister für Kraftfahrzeuginstandhaltung ab. 1987 erwarb er die Qualifikation zur Ausbildung von Fahrerlaubnisbewerbern der Klassen A, BE und CE, 1991 dann die Klasse DE. Nach der Wende war er hauptberuflich als Fahrlehrer und Fahrschulinhaber tätig. Köpper ist verheiratet und hat zwei Söhne.

## Tätigkeit als Kommunalpolitiker
Jürgen Köpper war von 2006 bis 2011 Bürgermeister der Gemeinde Mengersgereuth-Hämmern und anschließend von 2012 bis 2018 der Bürgermeister der Gemeinde Frankenblick. Seit Februar 2019 ist Köpper hauptamtlicher Beigeordneter des Landkreises Sonneberg.
Vom 1. März 2021 bis zum 28. Februar 2023 vertrat Köpper den langzeiterkrankten Sonneberger Landrat Hans-Peter Schmitz, der schlussendlich aus gesundheitlichen Gründen zum 1. März 2023 vorzeitig in den Ruhestand versetzt wurde. An diesem Tag wurde Köpper kommissarischer Landrat des Landkreises Sonneberg, was er bis zum Amtsantritt seines Nachfolgers zum 3. Juli 2023 blieb.
Jürgen Köpper war Kandidat der CDU zur Landratswahl 2023. Am 11. Juni 2023 erhielt Köpper bei der Wahl mit einer Wahlbeteiligung von 49,1 % insgesamt 35,7 % der Stimmenanteile. Weil keiner der Bewerber die für die Wahl nötigen Stimmenanteile auf sich vereinen konnte, wurde eine Stichwahl am 25. Juni 2023 erforderlich, bei der Köpper mit 47,2 % der Stimmen dem AfD-Kandidaten Robert Sesselmann unterlag. Die Wahlbeteiligung lag bei 59,6 %. Köpper blieb nach der verlorenen Wahl bis zum Dienstantritt seines Nachfolgers Andreas Groß hauptamtlicher Beigeordneter und damit Stellvertreter von Sesselmann.